# Fistularioides
Fistularioides es un género extinto de peces osteíctios que vivieron durante la época del Eoceno. Fue descrito científicamente por J. Blot en 1981.

## Especies
Clasificación del género Fistularioides:
- † Fistularioides (Blot 1981)
  - † Fistularioides phyllolepis (Blot 1980)
  - † Fistularioides veronensis (Blot 1980)